# 1922
| 1922                                                                     |
| ------------------------------------------------------------------------ |
| Dødsfald - Fødsler                                                       |
| • Begivenheder • Film • Litteratur • Musik • Politik • Sport • Videnskab |

| Gregoriansk kalender | 1922 MCMXXII            |
| Ab urbe condita      | 2675                    |
| Armensk kalender     | 1371 ԹՎ ՌՅՀԱ            |
| Kinesiske kalender   | 4618 – 4619 辛酉 – 壬戌 |
| Etiopisk kalender    | 1914 – 1915             |
| Jødisk kalender      | 5682 – 5683             |
| Hindukalendere       |                         |
| - Vikram Samvat      | 1977 – 1978             |
| - Shaka Samvat       | 1844 – 1845             |
| - Kali Yuga          | 5023 – 5024             |
| Iransk kalender      | 1300 – 1301             |
| Islamisk kalender    | 1341 – 1342             |

Konge i Danmark: Christian 10. 1912-1947
Se også 1922 (tal)

## Begivenheder
- Egypten ophører med at være et protektorat under Storbritannien.
- Prinsesse Olga af Grækenland og Danmark bliver forlovet med den senere kong Frederik 9. Forlovelsen ophæves senere samme år.

### Januar
- 1. januar – I Vancouver begynder man at køre i højre side af vejen
- 11. januar – Insulin blev anvendt for første gang på et menneske

### Februar
- 5. februar - det første nummer af Det Bedste udkommer

### Marts
- 12. marts – den Transkaukasiske Føderative Socialistiske Sovjetrepublik oprettes

### April
- 3. april - Josef Stalin indsættes som den første generalsekretær for Sovjetunionens kommunistiske parti.
- 3. april - Danmark sætter kulderekord i april med -19,0 °C målt i Vendsyssel
- 15. april - de canadiske læger Sir Frederick Grant Banting og John Macleod fremstiller det første insulin

### Maj
- 8. maj – Damhusmordet i København, ét af årtiets kriminalmysterier
- 21.  maj - Kommunisterne tager kontrol over Bulgarien, kong Boris flygter

### Juni
- 12. juni - Insulin patenteres
- 21. juni - det italienske kongepar starter et tre dages langt officielt besøg i Danmark
- 24. juni - Tysklands udenrigsminister Walther Rathenau, der er af jødisk herkomst, myrdes i Berlin af den højre-radikale Organisation Consul
- 28. juni - Den irske borgerkrig bryder ud

### September
- 9. september - den græsk-tyrkiske krig bringes til ophør med tyrkisk sejr over grækerne i Smyrna
- 11. september - Folkeforbundet udsteder britisk mandat over Palæstina. Araberne protesterer ved at erklære sørgedag
- 13. september – jordens overflades endnu højeste temperatur blev målt i Al 'Aziziyah i Libyen til 58 °C.
- 27. september - Konstantin 1. af Grækenland abdicerer som følge af nederlaget i den græsk-tyrkiske krig 1919-22.

### Oktober
- Direktør Holger Hofman, Lilly Lamprecht og Otto Schray i Dansk Radio-Aktieselskabs Lokaler i Frihavnen. Fra Statsradiofoniens første udsendelse 29. oktober 19224. oktober – England, Frankrig, Italien og Tjekkoslovakiet anerkender Østrigs suverænitet i Geneveprotokollen af 4. oktober 1922
- 27. oktober - Benito Mussolini sender sine sortskjorter på march mod Rom
- 28. oktober - i Italien marcherer Benito Mussolinis kamptropper Fasci di Combattimento (Sortskjorterne) ind i Rom, og Kong Vittorio Emanuele den 3. tilbyder Mussolini posten som ministerpræsident, inden det når at udvikle sig til sammenstød mellem regeringstropperne og Mussolinis 40.000 sortskjorter
- 29. oktober - den første annoncerede danske radioudsendelse sendes. Det sker fra en bygning i Frihavnen i København - sendt af Dansk Radio A/S
- 30. oktober - Benito Mussolini udråber en ny, fascistisk regering i Italien
- 31. oktober - Benito Mussolini bliver italiensk regeringschef

### November
- 4. november – Howard Carter opdager indgangen til Tut Ankh Amons grav i Kongernes Dal nær Luxor, Egypten
- 14. november - BBC begynder at udsende radio i Storbritannien
- 26. november – Howard Carter åbner graven "KV62" sammen med Lord Carnarvon, dennes datter og et par andre

### December
- 5. december – Det britiske parlament vedtager loven om oprettelse af den Irske Fristat, hvorved det lovliggør den irske fristats forfatning.
- 6. december – Den irske Fristat oprettes officielt med George 5. af Storbritannien som overhoved
- 23. december - BBC begynder at sende daglige nyhedsudsendelser
- 30. december – Unionen af Sovjetiske Socialist Republikker grundlægges

## Født

### Januar
- 3. januar – Morten Nielsen, dansk digter (død 1944).
- 8. januar – Jan Nieuwenhuys, hollandsk COBRA-kunstner (død 1986).
- 17. januar – Betty White, amerikansk skuespillerinde (død 2021).
- 18. januar – Ib Rehné, dansk journalist og forfatter (død 2005).
- 21. januar – Paul Scofield, britisk skuespiller (død 2008).
- 21. januar – Telly Savalas, amerikansk skuespiller (død 1994).

### Februar
- 6. februar – Patrick Macnee, engelsk skuespiller (død 2015).
- 9. februar – Kathryn Grayson, amerikansk skuespillerinde (død 2010).
- 10. februar – Árpád Göncz, ungarsk præsident (død 2015).
- 15. februar – Poul Thomsen, dansk skuespiller (død 1988).
- 15. februar – John Bayard Anderson, amerikansk præsidentkandidat (død 2017).
- 24. februar – Steven Hill, amerikansk skuespiller (død 2016).
- 25. februar – Jens Peter Jensen, dansk journalist (død 1993).
- 26. februar – Carl Aage Præst, dansk fodboldspiller (død 2011).

### Marts
- 1. marts – Yitzhak Rabin, israelsk premierminister og modtager af Nobels fredspris (død 1995).
- 3. marts – Rudi Strittich, østrigsk fodboldtræner (død 2010).
- 5. marts – Pier Paolo Pasolini, italiensk forfatter og filminstruktør (død 1975).
- 7. marts – Ejner Johansson, dansk kunsthistoriker (død 2001).
- 8. marts – Cyd Charisse, amerikansk danser og skuespiller (død 2008).
- 8. marts - Ralph H. Baer, amerikansk spiludvikler (død 2014).
- 9. marts – Flemming af Rosenborg, dansk greve (død 2002).
- 12. marts – Jack Kerouac, amerikansk forfatter (død 1969).
- 13. marts – Bjørn Puggaard-Müller, dansk skuespiller (død 1989).
- 15. marts – Karl-Otto Apel, tysk filosof (død 2017).
- 16. marts – Jørgen Mogensen, dansk tegner og billedhugger (død 2004).
- 19. marts – Hiroo Onada, sidste japanske soldat, der overgav sig efter 2. verdenskrig (død 2014).
- 20. marts – Pia Ahnfelt-Rønne, dansk skuespillerinde (død 2006).
- 20. marts - Thøger Birkeland, dansk forfatter (død 2011).
- 20. marts - Carl Reiner, amerikansk filminstruktør og skuespiller (død 2020).
- 21. marts – Knud Østergaard, dansk politiker (død 1993).
- 27. marts – Erik Knudsen, dansk forfatter (død 2007).
- 31. marts – Richard Kiley, amerikansk skuespiller (død 1993).

### April
- 3. april – Doris Day, amerikansk skuespillerinde (død 2019).
- 5. april – Tom Finney, engelsk skuespiller (død 2014).
- 12. april – Erik Ninn-Hansen, dansk politiker (død 2014).
- 15. april – Michael Ansara, amerikansk skuespiller (død 2013).
- 16. april – Leo Tindemans, belgisk politiker (død 2014).
- 18. april – Barbara Hale, amerikansk skuespillerinde (død 2017).
- 24. april – Pol Bury, belgisk multikunstner (død 2005).
- 27. april – Jack Klugman, amerikansk skuespiller (død 2012).
- 29. april – Toots Thielemans, belgisk jazzmusiker (død 2016).

### Maj
- 2. maj – Roscoe Lee Browne, amerikansk skuespiller (død 2007).
- 10. maj – Nancy Walker, amerikansk skuespillerinde (død 1992).
- 13. maj – Beatrice Arthur, amerikansk skuespillerinde (død 2009).
- 15. maj – Jakucho Setouchi, japansk buddhist (død 2021).
- 18. maj – Kai Winding, dansk-født amerikansk trombonist og jazzkomponist (død 1983).
- 27. maj – Christopher Lee, engelsk skuespiller (død 2015).
- 29. maj – Iannis Xenakis, græsk-fransk komponist (død 2001).
- 31. maj – Denholm Elliott, engelsk skuespiller (død 1992).

### Juni
- 1. juni – Povel Ramel, svensk revykunstner (død 2007).
- 3. juni – Alain Resnais, fransk filminstruktør (død 2014).
- 10. juni – Judy Garland, amerikansk skuespillerinde (død 1969).
- 12. juni – Leif Thybo, dansk komponist og organist (død 2001).
- 13. juni – Egone Baunsgaard, dansk statsministerfrue (død 2019).
- 19. juni – Aage Bohr, dansk fysiker (død 2009).
- 30. juni – Jørgen Bitsch, dansk forfatter, filmproducent og eventyrer (død 2005).

### Juli
- 2. juli – Pierre Cardin, fransk modeskaber (død 2020).
- 3. juli – Corneille, belgisk maler, medlem af COBRA (død 2010).
- 3. juli – Viggo Rivad, dansk fotograf (død 2016).
- 6. juli – Mads Stage, dansk tegner (død 2004).
- 10. juli – Jake LaMotta, amerikansk bokser (død 2017).
- 13. juli – Anker Jørgensen, tidligere dansk statsminister (død 2016).
- 15. juli – Leon M. Lederman, amerikansk eksperimentelfysiker (død 2018).
- 19. juli – George McGovern, amerikansk politiker (død 2012).
- 26. juli – Ivar Nørgaard, dansk politiker fra Socialdemokraterne og minister (død 2011).
- 26. juli – Jason Robards, amerikansk skuespiller (død 2000).
- 27. juli – Adolfo Celi, italiensk skuespiller (død 1986).
- 28. juli – Jacques Piccard, schweizisk opdagelsesrejsende og ingeniør (død 2008).
- 28. juli – Vladimir Karpov, russisk forfatter (død 2010).
- 31. juli – Hugo Horwitz, dansk læge og frihedskæmper (død 2010).

### August
- 8. august – Rory Calhoun, amerikansk skuespiller (død 1999).
- 13. august – Jørgen Weel, dansk skuespiller (død 1993).
- 17. august – Ingrid Jørgensen, dansk statsministerfrue (død 1997).
- 18. august – Alain Robbe-Grillet, fransk forfatter og filminstruktør (død 2008).
- 24. august – Howard Zinn, amerikansk historiker (død 2010).
- 27. august – Sōsuke Uno, japansk politiker (død 1998).
- 30. august – Arne Honoré, dansk journalist og radiovært (død 2008).

### September
- 15. september – Jackie Cooper, amerikansk skuespiller (død 2011).
- 16. september – Guy Hamilton, engelsk filminstruktør (død 2016).
- 20. september – Paul Wendkos, amerikansk tv- og filminstruktør (død 2009).
- 24. september – Jørgen Leschly Sørensen, dansk fodboldlandsholdsspiller (død 1999).
- 27. september – Arthur Penn, amerikansk filminstruktør (død 2010).
- 30. september - Oscar Pettiford, amerikansk kontrabassist og cellist (død 1960).

### Oktober
- 1. oktober – Chen Ning Yang, kinesisk-amerikansk fysiker.
- 27. oktober – Poul Bundgaard, dansk skuespiller og sanger (død 1998).

### November
- 12. november – Kim Hunter, amerikansk skuespiller (død 2002).
- 14. november – Boutros Boutros-Ghali, generalsekretær for FN (død 2016).
- 16. november – José Saramago, portugisisk forfatter (død 2010).
- 17. november - Jørgen Johansen, dansk professionel bokser, europamester i letvægt 1952-54 (død 1991)
- 24. november - Claus Moser, Baron Moser, tysk-engelsk statistiker og akademisk (død 2015).
- 26. november – Charles M. Schulz, amerikansk tegneserieproducent (Radiserne) (død 2000).

### December
- 8. december – Lucian Freud, britisk kunstmaler (død 2011).
- 11. december – Dilip Kumar, indisk skuespiller (død 2021).
- 12. december – Christian Dotremont, belgisk kunstner (død 1979).
- 14. december – Don Hewitt, amerikansk journalist og tv-producer (død 2009).
- 14. december – Kirsten Stenbæk, dansk filminstruktør (død 1994).
- 22. december – Hans Qvist, dansk tegner (død 1983).
- 28. december – Stan Lee, amerikansk tegneserieforfatter (død 2018).

## Dødsfald

### Januar
- 4. januar – Jørgen Berthelsen, dansk politiker, entreprenør og idemand til kolonihaven (født 1851).
- 5. januar – Ernest Shackleton, polarforsker (født 1874).
- 8. januar – Mario Krohn, dansk forfatter, kunsthistoriker og museumsdirektør (født 1881).
- 22. januar – Fredrik Bajer, dansk forfatter, lærer, politiker og nobelprismodtager (født 1837).
- 22. januar – Pave Benedikt 15., pave (født 1854).

### Februar
- 17. februar - Joh. Plesner, dansk forstander, teolog og pædagog (født 1857).

### Marts
- 10. marts - Carl Wivel, dansk restaurantør (født 1844).
- 14. marts – August Palm, svensk politiker og agitator (født 1849).
- 29. marts – Niels Pedersen-Nyskov, dansk politiker og folketingsformand (født 1850).

### April
- 2. april – Hermann Rorschach, schweizisk psykiater (født 1884).
- 14. april – J.E. Gnudtzmann, dansk arkitekt (født 1837).
- 24. april – Johan Ludvig Nathansen, dansk overretssagfører, idrætsforbundsformand og -stifter (født 1870).
- 28. april – Paul Deschanel, fransk præsident (født 1855).
- 30. april – Alfred Hage, dansk politiker og minister (født 1843).

### Maj
- 18. maj – Charles Louis Alphonse Laveran, fransk læge og nobelprismodtager (født 1845).
- 22. maj - Carl Teike, tysk komponist af blandt andet marchen Alte Kameraden (født 1864).
- 26. maj - Ernest Solvay, belgisk kemist og filantrop, startede Solvay konferencen i 1911 (født 1838).
- 31. maj – Jørgen Christian Jensen, dansk/australsk soldat og Victoria Crossmodtager (født 1891).

### Juni
- 12. juni - Wolfgang Kapp, tysk kupmager (født 1858)
- 20. juni – Vittorio Monti, italiensk komponist (død 1868).
- 26. juni – Albert 1. af Monaco, fyrste af Monaco (født 1848).

### Juli
- 2. juli - Thomas Bredsdorff, dansk højskoleforstander (født 1868).
- 4. juli – Dick Nelson, dansk bokser (født 1880).
- 17. juli – Bernhard Olsen, dansk museumsdirektør og -grundlægger (født 1836).

### August
- 2. august – Alexander Graham Bell, skotsk/amerikansk opfinder (født 1847).
- 21. august - Jørgen Løvland, norsk statsminister (født 1848).

### September
- 5. september – Hans Koch, dansk arkitekt (født 1873).
- 19. september – Philip Schou, dansk fabrikejer og -grundlægger (født 1838).
- 23. september – Ida Falbe-Hansen, dansk kvindesagsforkæmper, seminarielærer og litteraturhistoriker (født 1849).

### Oktober
- 29. oktober – Georg Lumbye, dansk komponist (født 1843).

### November
- 11. november – Zakarias Nielsen, dansk forfatter og professor (født 1844).
- 14. november – Rudolf Kjellén, svensk politiker (født 1864).
- 18. november – Marcel Proust, fransk forfatter (født 1871).
- 30. november – Erna Juel-Hansen, dansk forfatter, kvindesagsforkæmper og gymnastikpædagog (født 1845).

### December
- 4. december – H.B. Storck, dansk arkitekt og illustrator (født 1839).
- 11. december – Stephan Peter Nyeland, dansk gartner og havearkitekt (født 1845).
- 13. december – Hannes Hafstein, islandsk politiker og minister (født 1861).

## Nobelprisen
- Fysik – Niels Bohr
- Kemi – Francis William Aston
- Medicin – Archibald Vivian Hill , Otto Fritz Meyerhof
- Litteratur – Jacinto Benavente
- Fred – Fridtjof Nansen (Norge), norsk delegeret til Folkeforbundet, initiativtager til Nansen-pas for flygtninge.

## Sport
- KB, dansk mester i fodbold
- 29. januar - i Davos i Schweiz vinder det danske par Helene Engelmann og Alfred Berger VM i kunstskøjteløb for par
- 9. juli - Johnny Weissmuller sætter verdensrekord, da han svømmer 100 m crawl i tiden 58.6 sekunder og som den første bryder 1-minut-grænsen

## Musik
- 24. januar – Uropførelse af Carl Nielsens 5. symfoni i København under komponistens ledelse.

## Film
- Præsten i Vejlby – instrueret af August Blom